# Флёнц

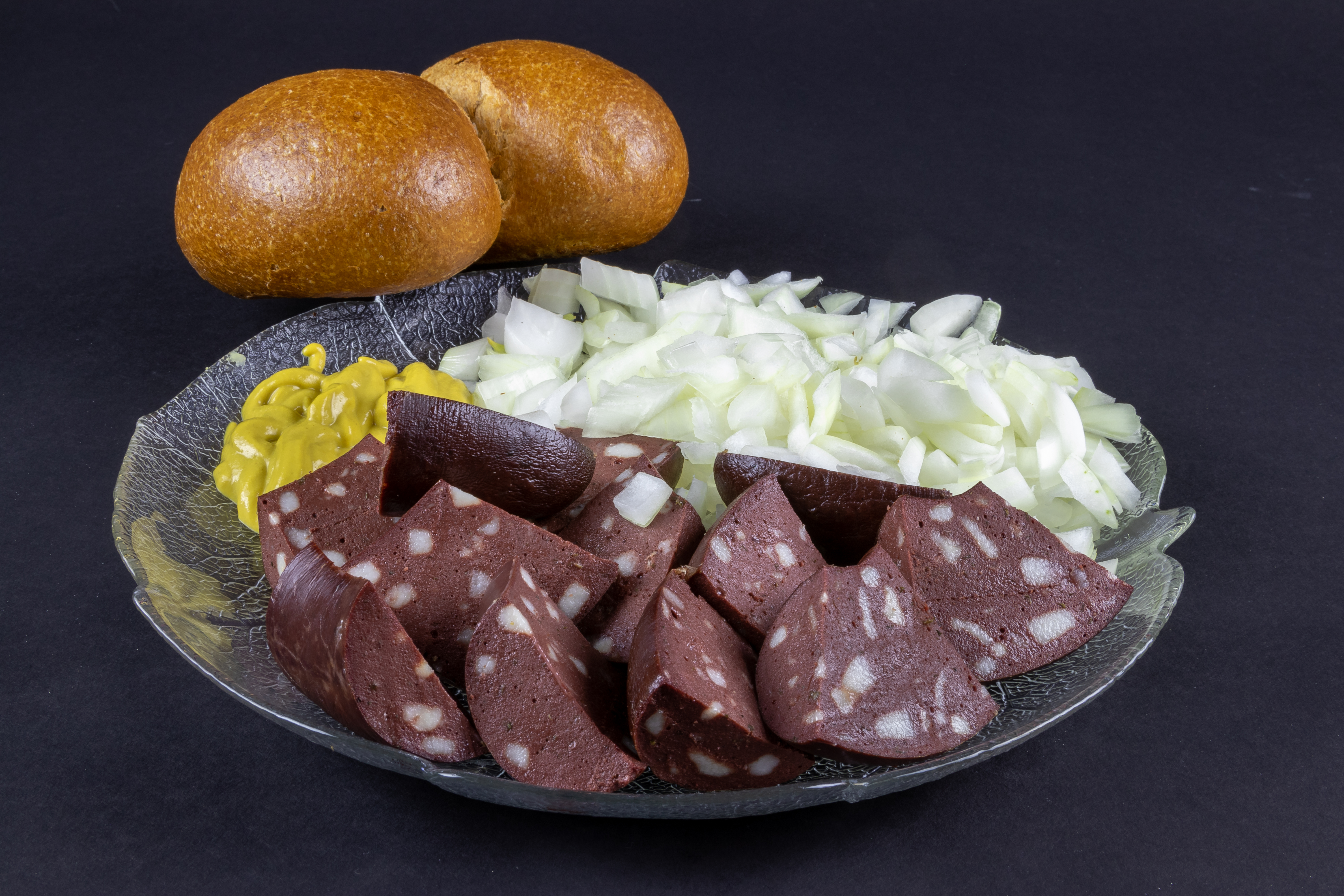
«Чёрная икра по-кёльнски»

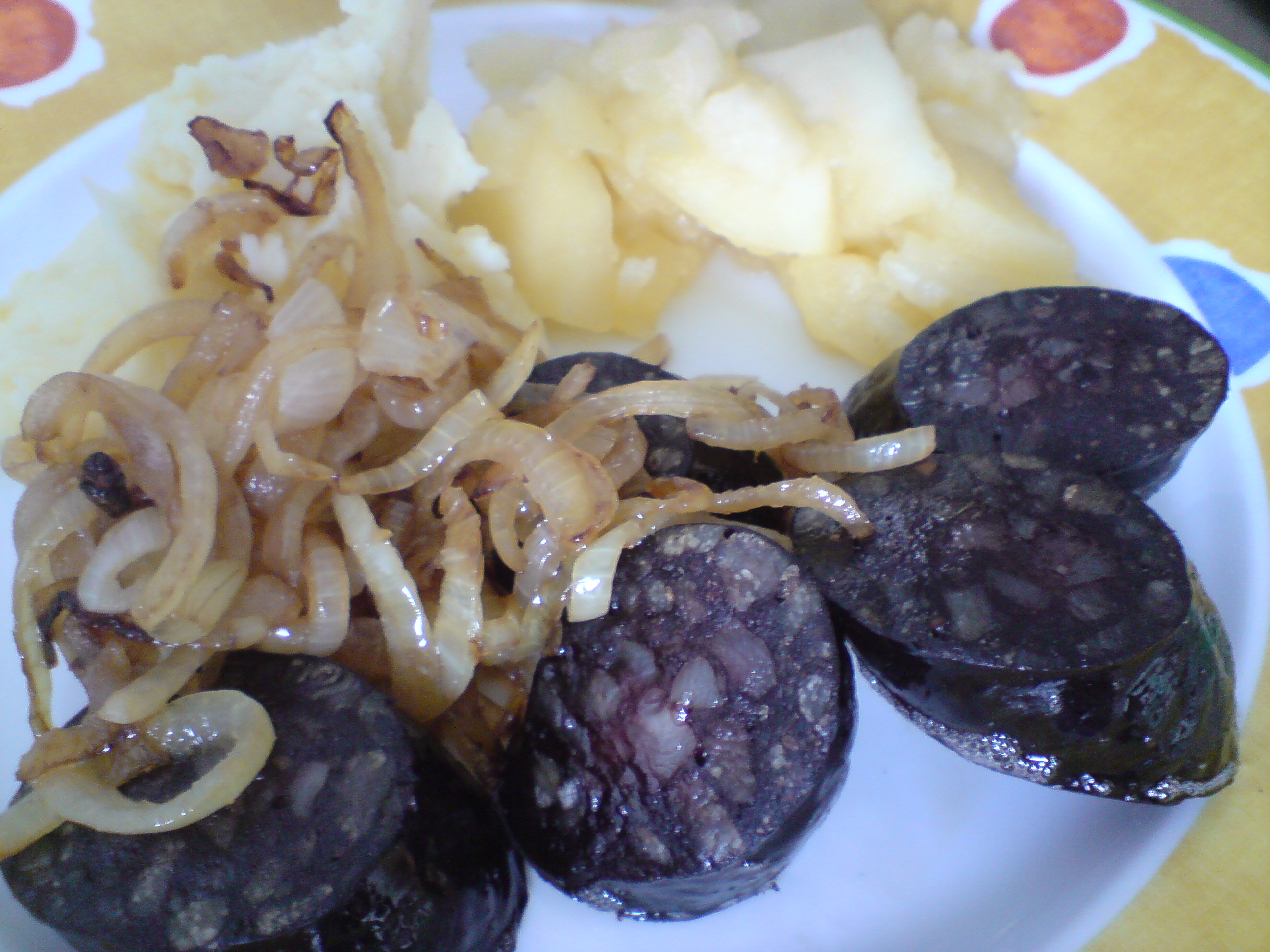
«Небо и земля» с флёнцем

Флёнц, флёнс (нем. Flönz) — немецкая кровяная колбаса, специалитет рейнской кухни. Ароматный флёнц достаточно мягкой, пудингообразной консистенции с крупными кусочками сала считается «национальным блюдом» в Кёльне и с 2016 года имеет защищённое географическое указание в Европейском союзе.
Слово «флёнц» известно в Кёльне с XIX века и первоначально означало колбасные обрезки, которые мясники отдавали по бросовым ценам. С 1920-х годов флёнцем стали называть исключительно дешёвую кровяную колбасу. Диалектальное слово «флёнц» служит кёльнцам своеобразным маркером «свой-чужой», существует специальная шуточная проверка для «неместных», которых просят сказать на кёльнском диалекте «кровяная колбаса» Blootwooosch вместо литературного Blutwurst. И приезжий, добросовестно повторив Blootwooosch, неизбежно попадает впросак, потому что правильным ответом будет Flönz.
Колбасный фарш для флёнца готовят из отваренных маски свиной головы и свиной шкурки в смеси со свининой с добавлением свиной крови и бланшированных кубиков свиного сала и приправляют чёрным перцем, майораном, тимьяном и кардамоном. Флёнц обычно формуют в натуральную оболочку кольцами и затем подвергают варке и непродолжительному копчению. Его употребляют в пищу без оболочки в горячем виде, обычно разжаренным на сковороде, когда он размягчится и превратится в пюре. Флёнц — ингредиент типичного рейнского блюда «небо и земля». С флёнцем также делают бутерброды на завтрак, в качестве закуски к пиву флёнц, сервированный с рубленым репчатым луком, горчицей и ржаной булочкой рёггельхен, называется «чёрной икрой по-кёльнски».